# К-14

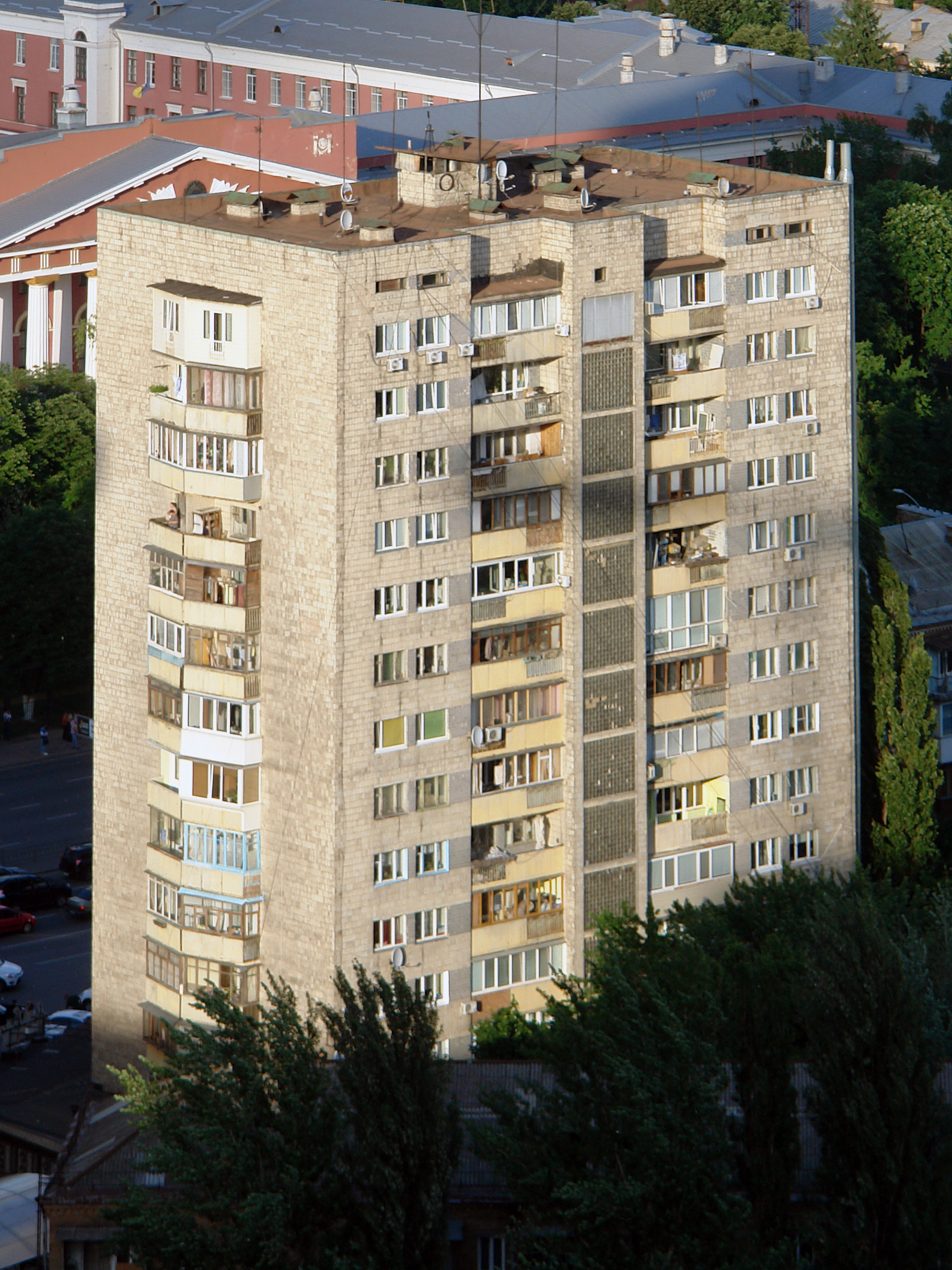
бульвар Лесі Українки, 30а – перший будинок серії

К-14 — проєкт 14-поверхового цегляного будинку. Розроблений у 1963 у другій майстерні Київпроекту, архітектори Л. Б. Каток, В. І. Гопкало, К. М. Кантор, Я. Г. Аксерт. Усього в 1965–1977 рр. зведено 11 будинків у Києві. К-14 – перша типова 14-поверхівка в Україні.

## Опис[1]
Прямокутний план 9×4 кроки. Довгі сторони мають по два вікна з країв і лоджію в 5 кроків посередині; на другій довгій стороні центральний крок займає вікно під'їзду зі склоблоків у ранніх реалізаціях і еркер зі сходами в пізніх. Короткі сторони однакові, по одному кроку з країв глухі стіни, посередині на два кроки балкон зі скісним краєм у старіших варіяціях, прямий і довший балькон — у пізніших. Зовнішні стіни оздоблені керамічною плиткою-«кабанчиком». Оскільки проєкт перший такої поверховості в Україні, будівельні норми щодо ліфтів і незадимних сходів ще не застосовані: будинок має два однакових пасажирських ліфти і двоє сходів без балькону загального користування з ними. Вихід із ліфтів на міжсходовий майданчик, тобто між поверхами.
На поверсі 6 (1 однокімнатне, 3 двокімнатних, 2 трикімнатних) або 8 помешкань (3 однокімнатних, 5 двокімнатних). Деякі з квартир мають суміщені санвузли та прохідні кімнати.

## Перелік будинків
| адреса                                     | рік  | особливості                                                                                     |
| ------------------------------------------ | ---- | ----------------------------------------------------------------------------------------------- |
| бульвар Лесі Українки, 30а                 | 1965 |                                                                                                 |
| вулиця Карла Чапека, 13                    | 1968 |                                                                                                 |
| вулиця Виставкова, 2                       | 1968 |                                                                                                 |
| вулиця Виставкова, 4                       | 1970 |                                                                                                 |
| вулиця Виставкова, 6                       | 1970 |                                                                                                 |
| вулиця Карла Чапека, 15                    | 1971 |                                                                                                 |
| Чоколівський бульвар, 22                   | 1973 | еркер                                                                                           |
| вулиця Преображенська, 28                  | 1973 | еркер                                                                                           |
| вулиця Митрополита Василя Липківського, 31 | 1975 | еркер                                                                                           |
| бульвар Лесі Українки, 7                   | 1976 | Еркер із суцільним склінням бічних стін. 0-й поверх — Центральна районна бібліотека «Печерська» |
| вулиця Солом'янська, 22                    | 1977 | еркер                                                                                           |

## Світлини

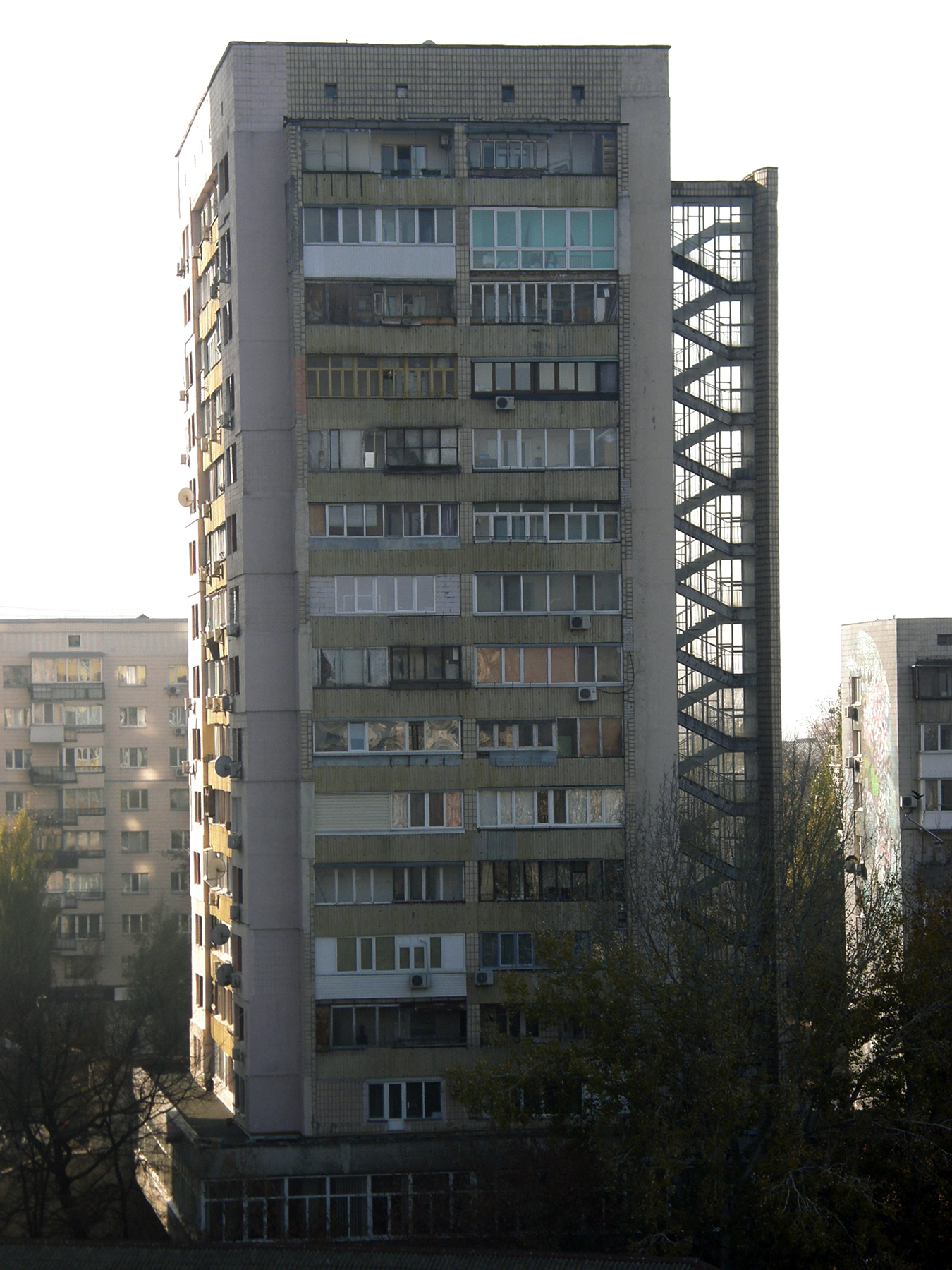
бульвар Лесі Українки, 7
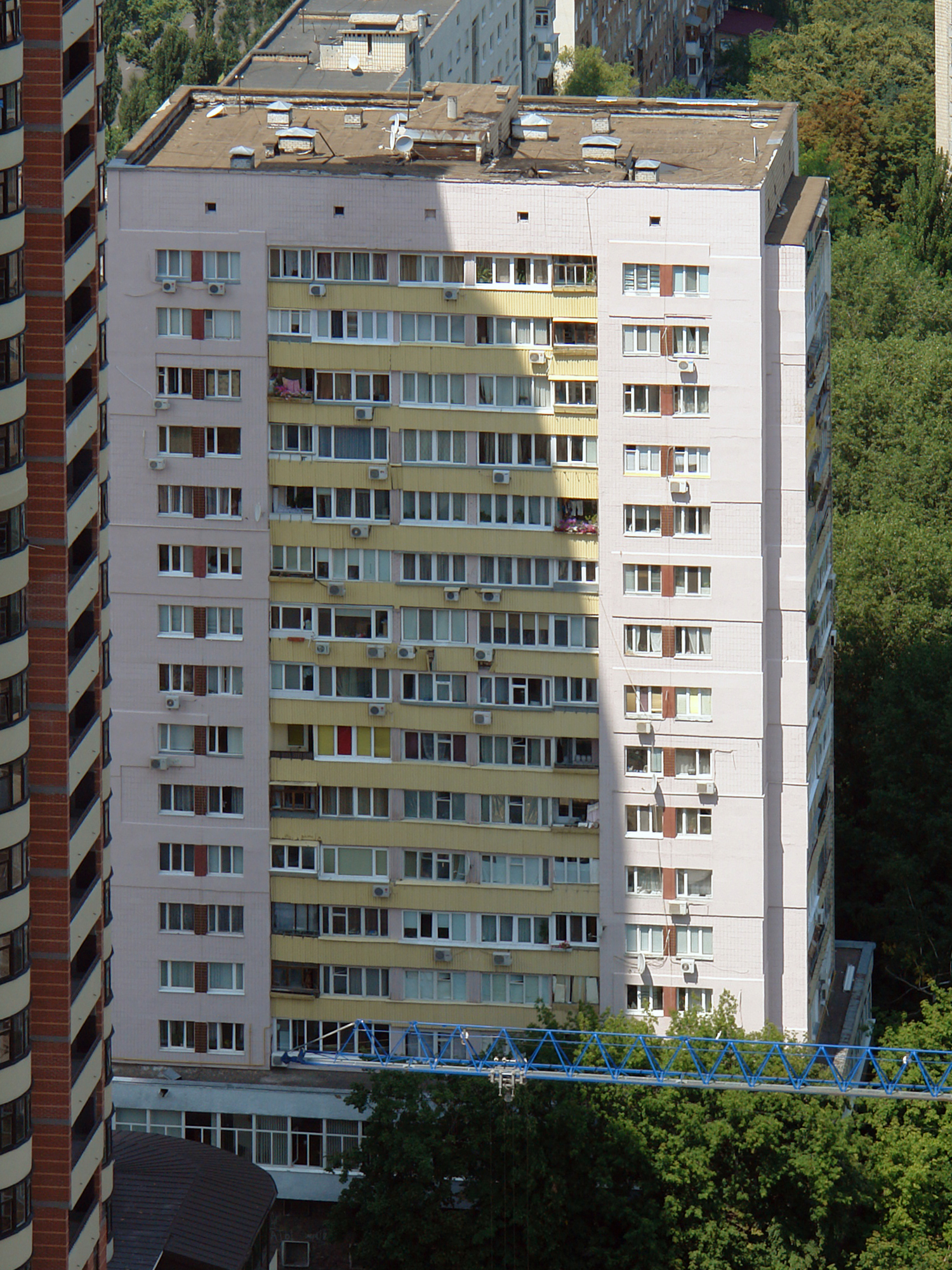
бульвар Лесі Українки, 7
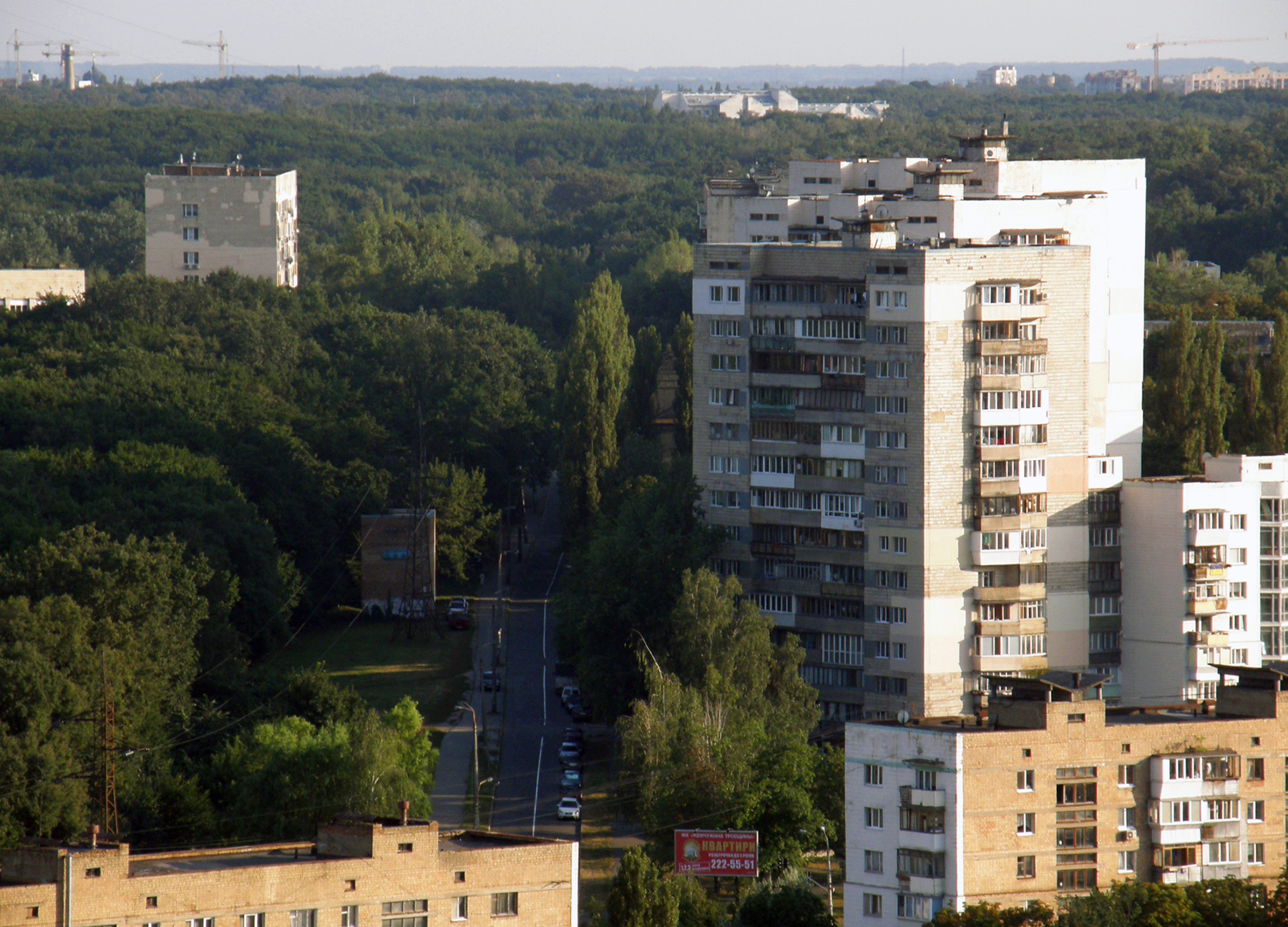
вул. Виставкова, 2, за ним 4 і 6
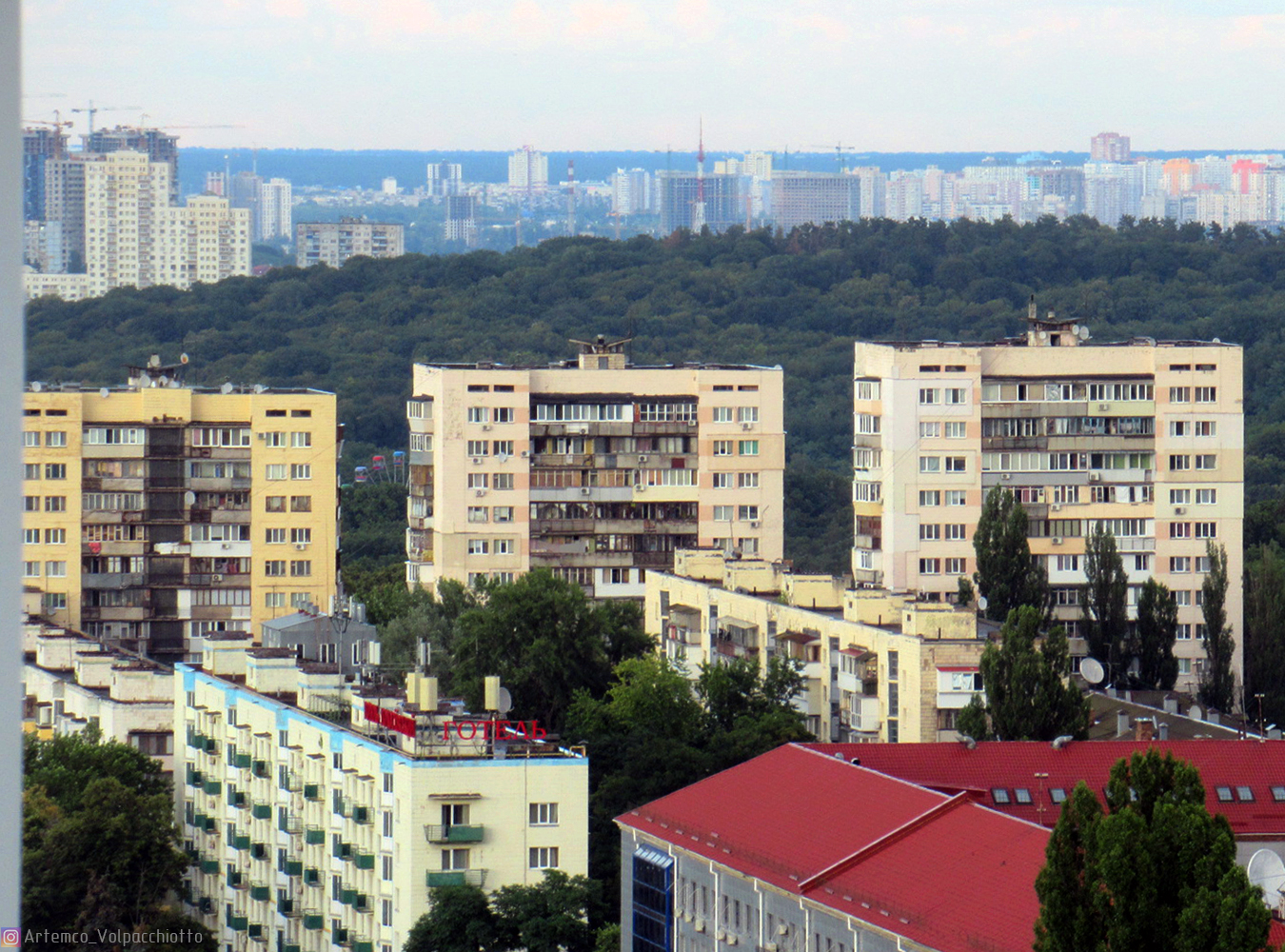
вул. Виставкова, 2, 4, 6
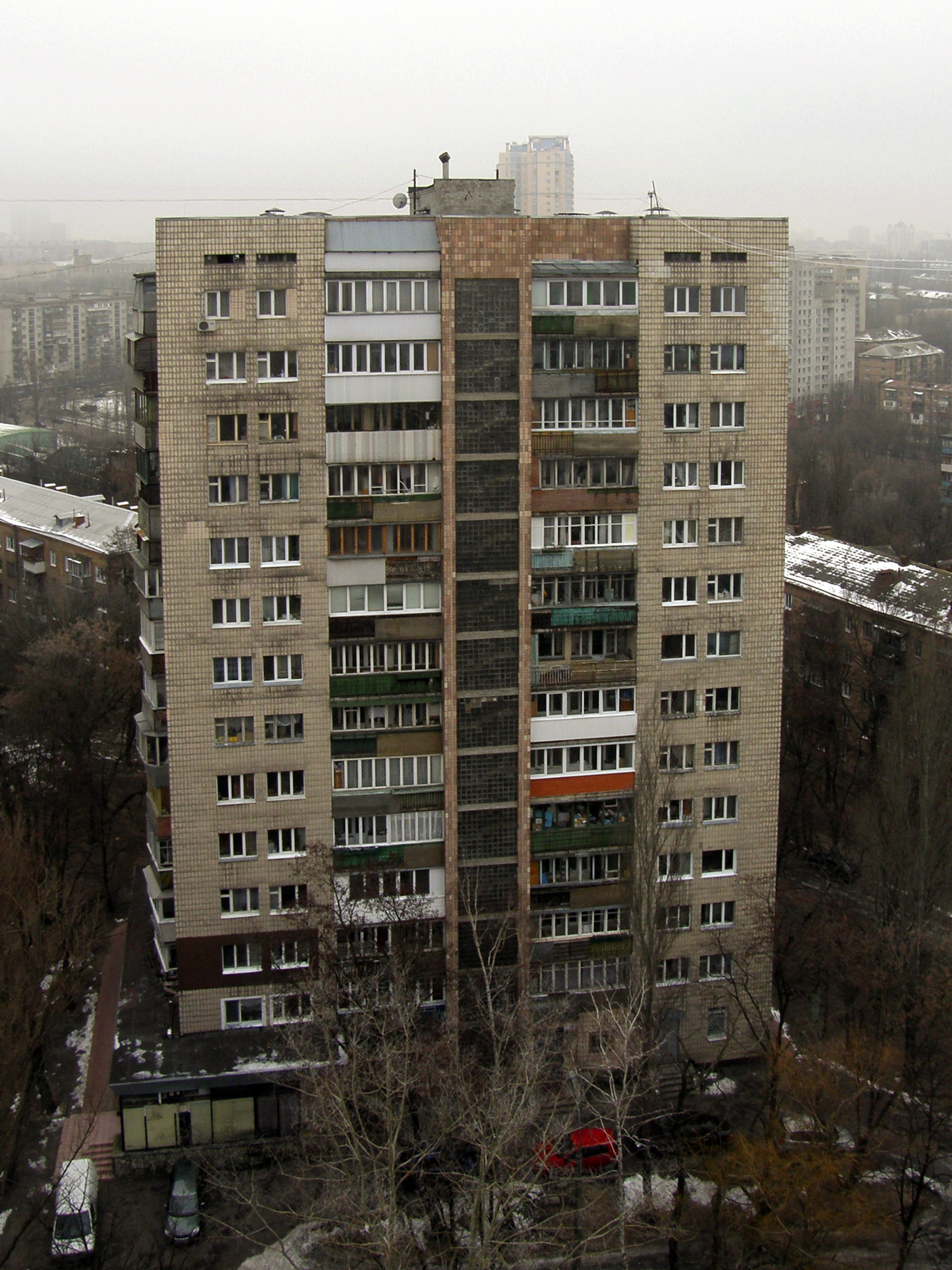
вул. Чапека, 15
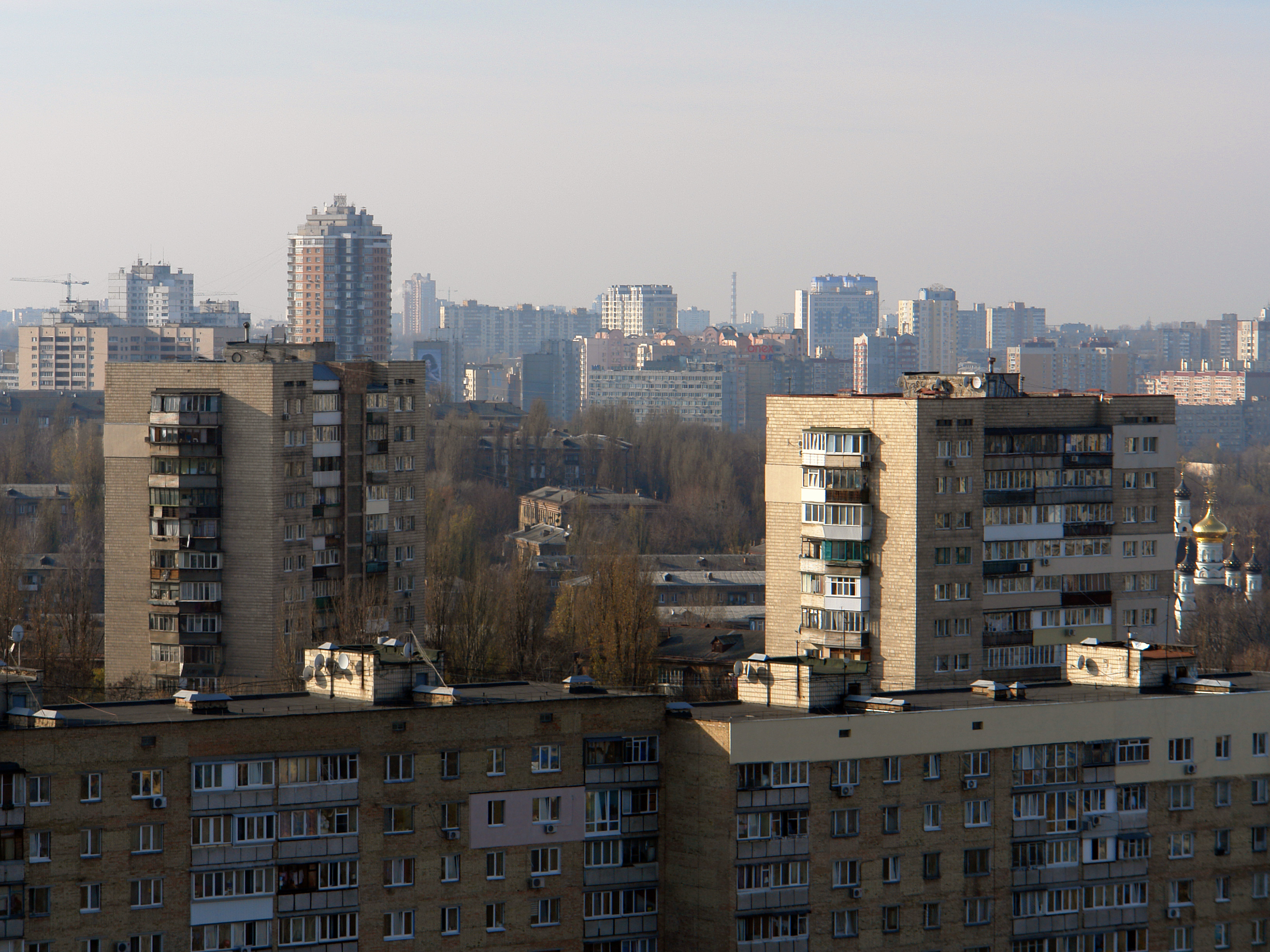
вул. Чапека, 15 і 13
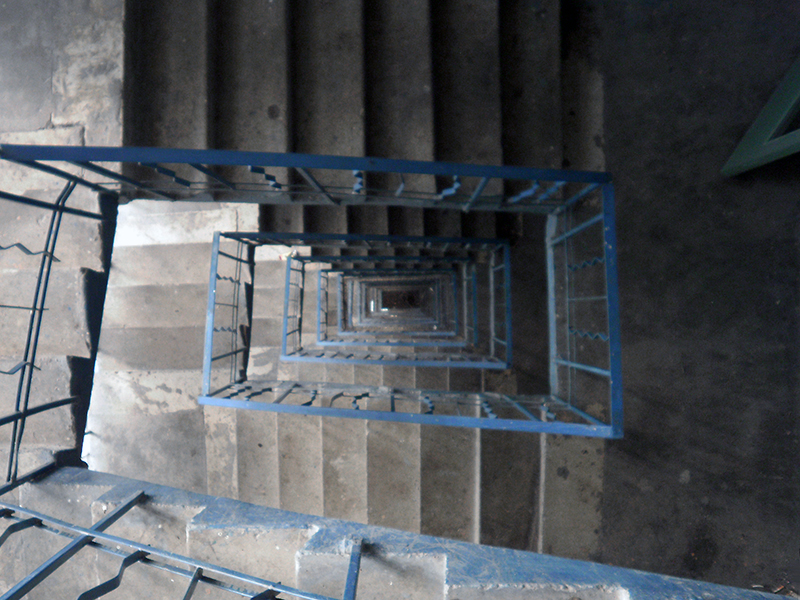
основні сходи, вул. Чапека, 13
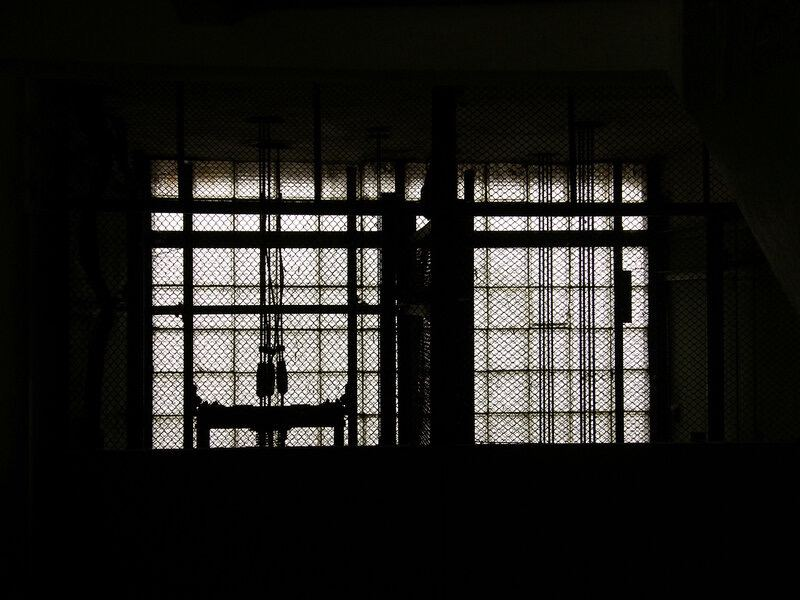
вікно зі склоблоків за ліфтом, вул. Чапека, 13